# Силикатная промышленность
Силикатная промышленность — это производство керамики, стекла, цемента из природных соединений кремния.
Кремний – ведущий современный полупроводниковый материал, который широко применяется в электронике, в электротехнике для изготовления интегральных схем, диодов, транзисторов, тиристоров, фотоэлементов и т. д. Технический кремний – лидирующий компонент в производстве стали (например, трансформаторная сталь), а также в цветной металлургии (кремнёвые бронзы). 

## Керамика
Кирпич, кафель, глиняная, фаянсовая посуда — всё это керамика. Сырьём для производства керамических изделий являются глина и минеральные добавки. Глина состоит из минерала каолинита (Al2O3 • 2SiO2 • 2H2O). Процесс происходит так:
- Подготовка сырья
- Формовка
- Сушка
- Обжиг

Подготавливая сырьё, глину смешивают с водой (она получается тестообразной), затем придаётся форма, и в конце изделие сушится и обжигается (после этого изделие становится твёрдым).
Керамическое производство развивается в трёх направлениях: строительная керамика, керамика для быта (бытовая керамика), техническая керамика.

## Стекло
Состав обычного оконного стекла обычно выражается формулой Na2O*CaO*6SiO2.
Стекло получается спеканием чистого кварцевого песка, соды, известняка в специальных печах(при t 1500`c):
- SiO2 + Na2CO3 = Na2SiO3 + CO2↑
- SiO2 + CaCO3 = CaSiO3 + CO2↑                                                                                                                                                                           Оконное стекло
- Na2SiO3 + CaSiO3 + 4SiO2 = Na2O • CaO • 6SiO2[1]

## Цемент
Сырьём для производства цемента являются глина и известняк. При их спекании происходит разложение известняка и образование силикатов и алюминатов кальция. Основной химический процесс при производстве цемента - спекание при t = 1200 - 1300 оС смеси глины с известняком, приводящий к образованию силикатов и алюминатов кальция: 
- Al2O3 • 2SiO2 • 2H2O = Al2O3 • 2SiO2 + 2H2O
- CaCO3 = CaO + CO2
- CaO + SiO2 = CaSiO3
- 3CaO + Al2O3 = 3CaO • Al2O3

При смешивании с водой происходит постепенная гидратация: 
3CaO • Al2O3 + 6H2O = 3CaO • Al2O3 • 6H2O 